# Lekkoatletyka na Letnich Igrzyskach Olimpijskich 2020 – bieg na 400 m mężczyzn
Bieg na 400 metrów mężczyzn był jedną z konkurencji lekkoatletycznych rozgrywanych podczas igrzysk olimpijskich w Tokio.
Wystartowało 48 zawodników z 33 krajów.

## Terminarz
Godziny rozpoczęcia podane są w czasie tokijskim.
| Data                          | Godzina |           |
| ----------------------------- | ------- | --------- |
| Niedziela, 1 sierpnia 2021    | 10:45   | Runda 1   |
| Poniedziałek, 2 sierpnia 2021 | 20:05   | Półfinały |
| Cwartek, 5 sierpnia 2021      | 21:00   | Finał     |

## Rekordy
|                   | Zawodnik          | Wynik   | Miejsce                 | Data             |
| ----------------- | ----------------- | ------- | ----------------------- | ---------------- |
| Rekord świata     | Wayde van Niekerk | 43,03 s | Brazylia Rio de Janeiro | 14 sierpnia 2016 |
| Rekord olimpijski | Wayde van Niekerk | 43,03   | Brazylia Rio de Janeiro | 20 sierpnia 2008 |

## Runda 1
Rozegrano 6 biegów eliminacyjnych. Do półfinału awansowało 3 pierwszych zawodników z każdego biegu oraz 6 z najlepszymi czasami.

### Bieg 1
| Poz. | Zawodnik           | Reprezentacja | Czas  | Uwagi |
| ---- | ------------------ | ------------- | ----- | ----- |
| 1.   | Isaac Makwala      | Botswana      | 44,86 | Q     |
| 2.   | Kirani James       | Grenada       | 45,09 | Q     |
| 3.   | Jonathan Sacoor    | Belgia        | 45,41 | Q     |
| 4.   | Demish Gaye        | Jamajka       | 45,49 | q     |
| 5.   | Alonzo Russell     | Bahamy        | 45,51 | q     |
| 6.   | Alexander Beck     | Australia     | 45,54 | PB    |
| 7.   | Ricardo dos Santos | Portugalia    | 46,83 |       |
| 8.   | Bachir Mahamat     | Czad          | 47,93 | SB    |

### Bieg 2
| Poz. | Zawodnik          | Reprezentacja     | Czas  | Uwagi |
| ---- | ----------------- | ----------------- | ----- | ----- |
| 1.   | Mazen Al-Yassin   | Arabia Saudyjska  | 45,16 | Q     |
| 2.   | Kévin Borlée      | Belgia            | 45,36 | Q     |
| 3.   | Ricky Petrucciani | Szwajcaria        | 45,64 | Q     |
| 4.   | Randolph Ross     | Stany Zjednoczone | 45,67 |       |
| 5.   | Zakithi Nene      | Południowa Afryka | 45,74 |       |
| 6.   | Jhon Perlaza      | Kolumbia          | 46,55 |       |
| 7.   | Pavel Maslák      | Czechy            | 47,01 |       |
| 8.   | Ahmed Al-Yaari    | Jemen             | 48,53 | SB    |

### Bieg 3
| Poz. | Zawodnik               | Reprezentacja     | Czas  | Uwagi |
| ---- | ---------------------- | ----------------- | ----- | ----- |
| 1.   | Michael Cherry         | Stany Zjednoczone | 44,82 | Q     |
| 2.   | Jonathan Jones         | Barbados          | 45,04 | Q     |
| 3.   | Christopher Taylor     | Jamajka           | 45,20 | Q     |
| 4.   | Dwight St. Hillaire    | Trynidad i Tobago | 45,41 | q     |
| 5.   | Luka Janežič           | Słowenia          | 45,44 | q     |
| 6.   | Gilles Anthony Afoumba | Kongo             | 46,03 | SB    |
| 7.   | Lucas Carvalho         | Brazylia          | 46,12 |       |
| 8.   | Mohammad Jahir Rayhan  | Bangladesz        | 48,29 | SB    |

### Bieg 4
| Poz. | Zawodnik              | Reprezentacja      | Czas  | Uwagi |
| ---- | --------------------- | ------------------ | ----- | ----- |
| 1.   | Anthony Jose Zambrano | Kolumbia           | 44,87 | Q     |
| 2.   | Steven Solomon        | Australia          | 44,94 | Q     |
| 3.   | Wayde van Niekerk     | Południowa Afryka  | 45,25 | Q     |
| 4.   | Leungo Scotch         | Botswana           | 45,32 | q     |
| 5.   | Davide Re             | Włochy             | 45,46 | q     |
| 6.   | Julian Jrummi Walsh   | Japonia            | 46,57 |       |
| 7.   | Jovan Stojoski        | Macedonia Północna | 46,81 | PB    |
| 8.   | Emmanuel Korir        | Kenia              | DSQ   |       |

### Bieg 5
| Poz. | Zawodnik        | Reprezentacja     | Czas    | Uwagi |
| ---- | --------------- | ----------------- | ------- | ----- |
| 1.   | Steven Gardiner | Bahamy            | 45,05   | Q     |
| 2.   | Deon Lendore    | Trynidad i Tobago | 45,14   | Q     |
| 3.   | Jochem Dobber   | Holandia          | 45,54   | Q     |
| 4.   | Nathon Allen    | Jamajka           | 46,12   |       |
| 5.   | Sadam Koumi     | Sudan             | 46,26   | SB    |
| 6.   | Marvin Schlegel | Niemcy            | 46,39   |       |
| 7.   | Mikhail Litvin  | Kazachstan        | 47,15   |       |
| 8.   | Karol Zalewski  | Polska            | 2:15,38 |       |

### Bieg 6
| Poz. | Zawodnik            | Reprezentacja     | Czas  | Uwagi |
| ---- | ------------------- | ----------------- | ----- | ----- |
| 1.   | Liemarvin Bonevacia | Holandia          | 44,95 | Q     |
| 2.   | Michael Norman      | Stany Zjednoczone | 45,35 | Q     |
| 3.   | Machel Cedenio      | Trynidad i Tobago | 45,56 | Q     |
| 4.   | Edoardo Scotti      | Włochy            | 45,71 |       |
| 5.   | Thapelo Phora       | Południowa Afryka | 45,83 | SB    |
| 6.   | Taha Hussein Yaseen | Irak              | 46,00 | SB    |
| 7.   | Óscar Husillos      | Hiszpania         | 48,05 |       |
| 8.   | Todisoa Rabearison  | Madagaskar        | 48,40 | SB    |

## Półfinały
Do fianału awansowali dwaj pierwsi zawodnicy z każdego biegu oraz dwaj z najlepszymi czasami.

### Bieg 1
| Poz. | Zawodnik              | Reprezentacja     | Czas  | Uwagi |
| ---- | --------------------- | ----------------- | ----- | ----- |
| 1.   | Kirani James          | Grenada           | 43,88 | Q     |
| 2.   | Anthony Jose Zambrano | Kolumbia          | 43,93 | Q     |
| 3.   | Liemarvin Bonevacia   | Holandia          | 44,62 | q     |
| 4.   | Deon Lendore          | Trynidad i Tobago | 44,93 |       |
| 5.   | Davide Re             | Włochy            | 44,94 | SB    |
| 6.   | Ricky Petrucciani     | Szwajcaria        | 45,26 |       |
| 7.   | Luka Janežič          | Słowenia          | 45,36 | SB    |
| 8.   | Jonathan Sacoor       | Belgia            | 45,88 |       |

### Bieg 2
| Poz. | Zawodnik           | Reprezentacja     | Czas  | Uwagi |
| ---- | ------------------ | ----------------- | ----- | ----- |
| 1.   | Michael Cherry     | Stany Zjednoczone | 44,44 | Q     |
| 2.   | Christopher Taylor | Jamajka           | 44,92 | Q     |
| 3.   | Steven Solomon     | Australia         | 45,15 |       |
| 4.   | Mazen Al-Yassin    | Arabia Saudyjska  | 45,37 |       |
| 5.   | Leungo Scotch      | Botswana          | 45,56 |       |
| 6.   | Machel Cedenio     | Trynidad i Tobago | 45,86 |       |
| 7.   | Alonzo Russell     | Bahamy            | 46,04 |       |
| -    | Kévin Borlée       | Belgia            | DNS   |       |

### Bieg 3
| Poz. | Zawodnik            | Reprezentacja     | Czas  | Uwagi |
| ---- | ------------------- | ----------------- | ----- | ----- |
| 1.   | Steven Gardiner     | Bahamy            | 44,14 | Q     |
| 2.   | Michael Norman      | Stany Zjednoczone | 44,52 | Q     |
| 3.   | Isaac Makwala       | Botswana          | 44,59 | q     |
| 4.   | Demish Gaye         | Jamajka           | 45,09 | SB    |
| 5.   | Wayde van Niekerk   | Południowa Afryka | 45,14 |       |
| 6.   | Jochem Dobber       | Holandia          | 45,48 |       |
| 7.   | Dwight St. Hillaire | Trynidad i Tobago | 45,58 |       |
| 8.   | Jonathan Jones      | Barbados          | 45,61 |       |

## Finał
| Poz. | Zawodnik              | Reprezentacja     | Czas  | Uwagi |
| ---- | --------------------- | ----------------- | ----- | ----- |
| 1.   | Steven Gardiner       | Bahamy            | 43,85 | SB    |
| 2.   | Anthony Jose Zambrano | Kolumbia          | 44,08 |       |
| 3.   | Kirani James          | Grenada           | 44,19 |       |
| 4.   | Michael Cherry        | Stany Zjednoczone | 44,21 | PB    |
| 5.   | Michael Norman        | Stany Zjednoczone | 44,31 |       |
| 6.   | Christopher Taylor    | Jamajka           | 44,79 | PB    |
| 7.   | Isaac Makwala         | Botswana          | 44,94 |       |
| 8.   | Liemarvin Bonevacia   | Holandia          | 45,07 |       |